# 2153 Akiyama
A 2153 Akiyama (ideiglenes jelöléssel 1978 XD) a Naprendszer kisbolygóövében található aszteroida. Harvard Obszervatórium fedezte fel 1978. december 1-jén.